# تنگه ارتش سرخ
تنگه ارتش سرخ (روسی: Пролив Красной Армии) یک تنگه در شمال سرزمین کراسنویارسک کشور روسیه است.